# Serhi Jaindrava
Serhi Jaindrava –en ucraniano, Сергій Хайндрава– (Kiev, URSS, 10 de octubre de 1961) es un deportista ucraniano que compitió en vela en la clase Soling.
Ganó una medalla de oro en el Campeonato Europeo de Soling de 1996. Participó en dos Juegos Olímpicos de Verano, en los años 1992 y 1996, ocupando el séptimo lugar en Atlanta 1996 en la clase Soling.

## Palmarés internacional
| \| Campeonato Europeo \| Campeonato Europeo \| Campeonato Europeo \| Campeonato Europeo \| \| Año \| Lugar \| Medalla \| Clase \| \| ------------------ \| ------------------ \| ------------------ \| ------------------ \| \| 1996 \| Balatón (Hungría) \| Medalla de oro \| Soling \| |                   |                |        |
| Campeonato Europeo |                   |                |        |
| Año | Lugar             | Medalla        | Clase  |
| 1996 | Balatón (Hungría) | Medalla de oro | Soling |